# IC 3814
IC 3814 ist eine Spiralgalaxie vom Hubble-Typ Sb im Sternbild Comae Berenices am Nordsternhimmel. Sie ist schätzungsweise 862 Millionen Lichtjahre von der Milchstraße entfernt und hat einen Durchmesser von etwa 155.000 Lichtjahren. Vom Sonnensystem aus entfernt sich die Galaxie mit einer errechneten Radialgeschwindigkeit von näherungsweise 19.300 Kilometern pro Sekunde.
Im selben Himmelsareal befinden sich unter anderem die Galaxien IC 3789, PGC 1619524, PGC 1621980, PGC 3089985.
Das Objekt wurde am 27. Januar 1904 von Max Wolf entdeckt.